# Salix hookeriana
Espèce
Classification APG III (2009)
Salix hookeriana, connu également sous le nom de Saule des dunes, Saule des côtes et Saule de Hooker, est une espèce de plantes à fleurs de la famille des Salicaceae. C'est un saule originaire de la côte est de l'Amérique du Nord. 

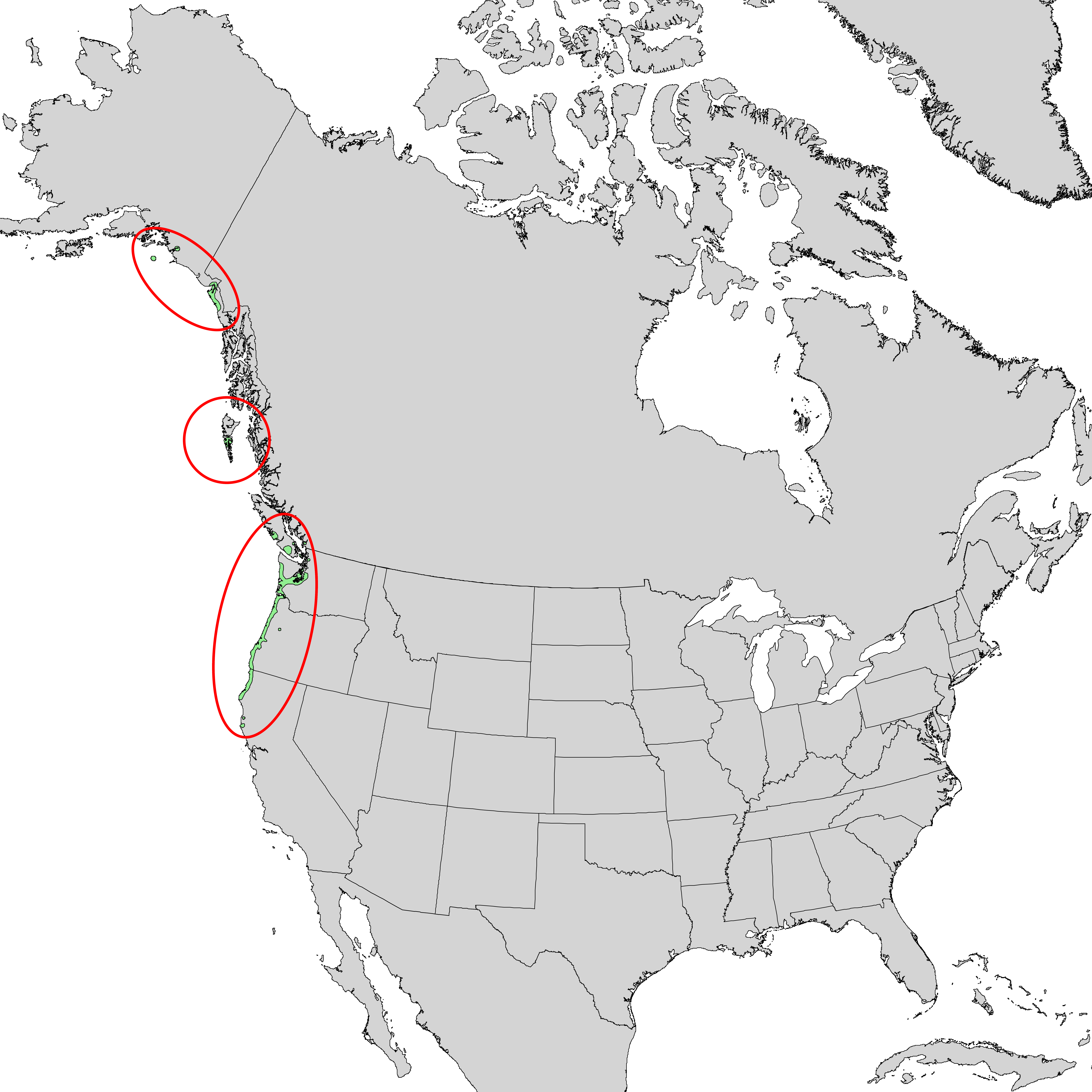
Implantation naturelle de Salix hookeriana.

## Synonymie
- Salix amplifolia (y compris  var. 'tomentosa' et 'laurifolia') ;
- Salix piperi.

## Description
Salix hookeriana est un arbuste ou un arbre pouvant atteindre 8 m de haut. Il forme parfois des fourrés buissonnants colonisateurs. 
Ses feuilles mesurent jusqu'à 11 cm de long. Généralement de forme ovale, ondulées sur les bords, velues à laineuses, elles présentent une surface brillante en partie supérieure.
La floraison s'étale de mi-avril à mi juin. Les inflorescences sont des chatons qui vont jusqu'à 9 cm de long. Les chatons femelles continuent à pousser jusqu'à l'apparition des fruits.
Ce saule s'hybride facilement avec les autres membres de sa famille.

## Taxonomie
Le terme latin hookeriana se réfère à Sir Joseph D. Hooker.

## Distribution
La plante est native de la côte ouest  de l'Amérique du Nord, de l'Alaska au nord de la Californie, où elle pousse dans un habitat côtier, des plages, des mares, des étangs de plaines et des vallées encaissées.

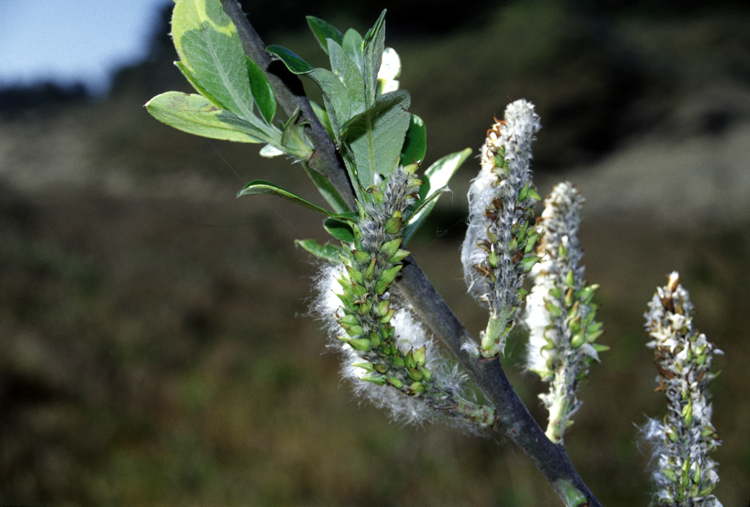
Dans le Humboldt Bay National Wildlife Refuge, en Californie.
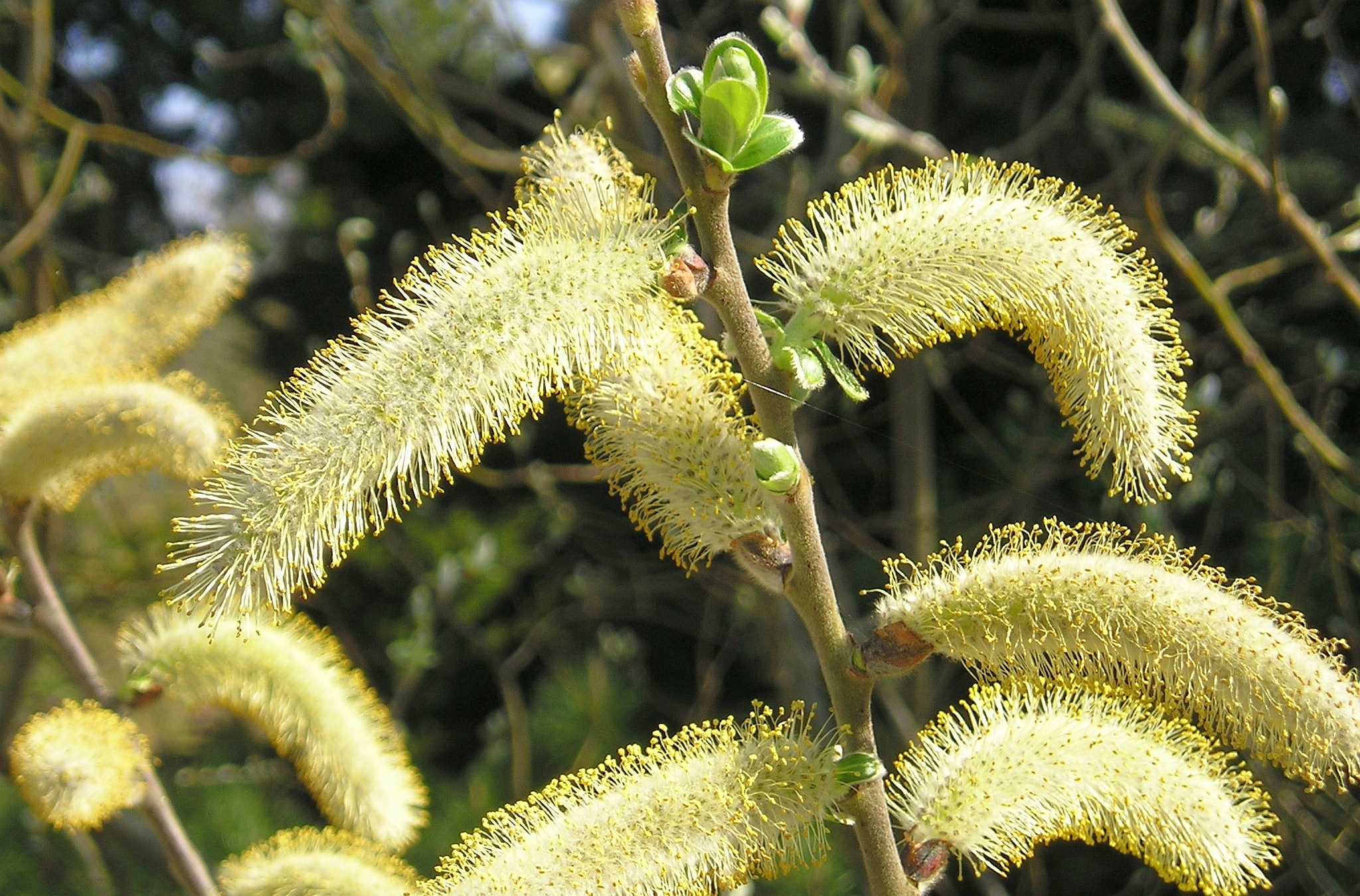
Des chatons d'une longueur particulière.